# 6月24日 (旧暦)
旧暦6月24日は旧暦6月の24日目である。六曜は大安である。

## できごと
- 天武天皇元年（ユリウス暦672年7月24日） - 出家・隠棲していた大海人皇子（後の天武天皇）が弘文天皇を討つ為に吉野を出発。壬申の乱の始まり
- 嘉吉元年（ユリウス暦1441年7月12日） - 嘉吉の乱。播磨守護・赤松満祐が将軍・足利義教を自邸に招き謀殺

## 誕生日
- 永禄5年（ユリウス暦1562年7月25日） - 加藤清正、武将（+ 1611年）
- 慶応3年（グレゴリオ暦1867年7月25日） - 田村律之助[1]、栃木県の「ビール麦の父」[2]（+ 1932年）

## 忌日
- 康暦2年/天授6年（ユリウス暦1380年7月26日） - 光明天皇、北朝2代天皇（* 1321年）
- 嘉吉元年（ユリウス暦1441年7月12日） - 足利義教、室町幕府6代将軍（* 1394年）
- 慶長16年（グレゴリオ暦1611年8月2日） - 加藤清正、武将（* 1562年）

## 記念日・年中行事
- イ族の火祭り